# El Llibre Roig dels Pobles de l'Imperi Rus
The Red Book of the Peoples of the Russian Empire (en català El Llibre Roig dels Pobles de l'Imperi Rus) és un llibre sobre les petites ètnies de l'Imperi Rus, la Unió Soviètica, la Rússia actual i alguns dels estats post-soviètics actuals. Fou publicat en estonià el 1991 i en anglès el 2001.
La introducció del llibre explica que "els autors del llibre, que provenen d'un país (Estònia) que patí el destí de les nacions de Rússia i l'Imperi Soviètic, intenten publicar la petició de les petites nacions l'existència de les quals és amenaçada a causa de la història."

## Pobles descrits
La intenció dels autors del llibre ha estat incloure els pobles segons els següents criteris:
- que encara no estiguin extints
- que el seu territori sigui a l'antiga Unió Soviètica,
- que el seu nombre no passi de 30.000,
- que menys del 70% parli la seva llengua materna,
- que siguin una minoria al seu territori tradicional,
- que el seu assentament no sigui en un territori compacte,
- que no tinguin escoles, diaris i mitjans de comunicació en la seva llengua.

### Llista
- Abazin (Abaza) - Abkhazos - Aguls - Akhvakh - Aleutians - Altai - Aliutor - Andis - Artxis
- Bagulal - Tàtars de Baraba - Batrang - Bat - Botlikh - Budukh
- Carelians
- Didos (Tsez) - Dolgans
- Enets - Evens - Evenkis
- Godoberi
- Hinukh - Hunzib
- Ingrians finlandesos - Ishkashmi - Itelmens - Ingrians - Iagnobi - Iazgulami - Iukaguir - Iupiks de Sibèria
- Jueus georgians - Juhurim - Jueus de l'Àsia central - Jueus de Crimea
- Kamassins - Kaputxia suko - Karaim - Karata - Kereks - Kets - Khakassos - Khantis - Khinalug - Khufi - Khvarxis - Lapons de Kola - Koriaks - Kriz - Kurds
- Livonians
- Mansis
- Nanai - Negidal - Nenets - Nganasan - Nivkh - Nogais
- Orotxi - Orok - Oroixori
- Pamiri
- Roixani - Rutuls
- Selkups
- Tabasarans - Talix - Tats (Tatians) - Tàtars de Belarús - Tindi - Tofalar - Turcmans - Tsakhurs - Txamalal - Txuktxis - Txulim - Tàtars de Crimea
- Udegue - Udi - Ultxi
- Vepses - Vòtics
- Wakhi
- Xors - Xugnantsi